# Earthquakes de San José
Ne pas confondre avec le club homonyme ayant existé de 1974 à 1988.
Pour les articles homonymes, voir Earthquake.
Maillots
Actualités
Dernière mise à jour : 18 octobre 2022.
Les Earthquakes de San José (anglais : San Jose Earthquakes) est un club de  soccer (football) professionnel basé à San José qui a été actif de 1996 à 2005 et qui a de nouveau intégré la MLS en 2008.
Connu sous le nom des San Jose Clash de 1995 à 1999, ce club est une des 10 équipes originelles de la Major League Soccer. Il fait partie de l'histoire de la MLS en ayant disputé le tout premier match de la ligue en 1995 contre DC United (victoire 1-0). 
Le club a gagné deux fois le championnat en 2001 et 2003 ainsi que le Supporters' Shield en 2005 et 2012. Après la saison 2005, la franchise est déplacée à Houston, Texas pour fonder le Dynamo de Houston. 
Le 18 juillet 2007, la MLS annonce le retour des Earthquakes de San José pour la saison 2008 sous l'impulsion de Lew Wolff et John Fisher, propriétaires du club de baseball des Athletics d'Oakland (MLB).

## Dates importantes
- 1995 : fondation de la franchise à San José (Californie) sous le nom de Clash de San José
- 1999 : la franchise est renommée Earthquakes de San José, en hommage à une précédente équipe de la défunte NASL.
- 2005 : le 15 décembre est annoncé le déménagement du club à Houston, Texas. La cause étant un problème de stade. Toutefois, il est possible que San José retrouve une équipe professionnelle dans les prochaines années.
- 2006 : la nouvelle équipe s'appelle le Dynamo de Houston.
- Mai 2006 : Lew Wolff et John Fisher, propriétaires du club de baseball des Athletics d'Oakland  (MLB), obtiennent une option auprès de la MLS. Leur objectif étant de recréer un club de football à San José, d'ici les trois prochaines années. Il leur faudrait alors construire un nouveau stade.
- Juillet 2007 : La MLS annonce le retour de San José pour la saison 2008 et la construction d'un nouveau stade. Toutefois celui-ci ne devrait être prêt qu'à partir de 2010. Le club jouera donc les deux prochaines saisons en dehors de San José. Ils joueront au McAfee Coliseum d'Oakland pour les matchs importants et au Buck Shaw Stadium de Santa Clara pour les autres rencontres.
- 2014 : Un nouvel hymne est officiellement approuvé par le club : ce sera Never Say Die des Old Firm Casuals.
- Mars 2015 : Inauguration de l'Avaya Stadium, nouveau domicile de la franchise et entièrement destiné à la pratique du soccer.

## Histoire

### Les racines des Earthquakes (1974-1993)

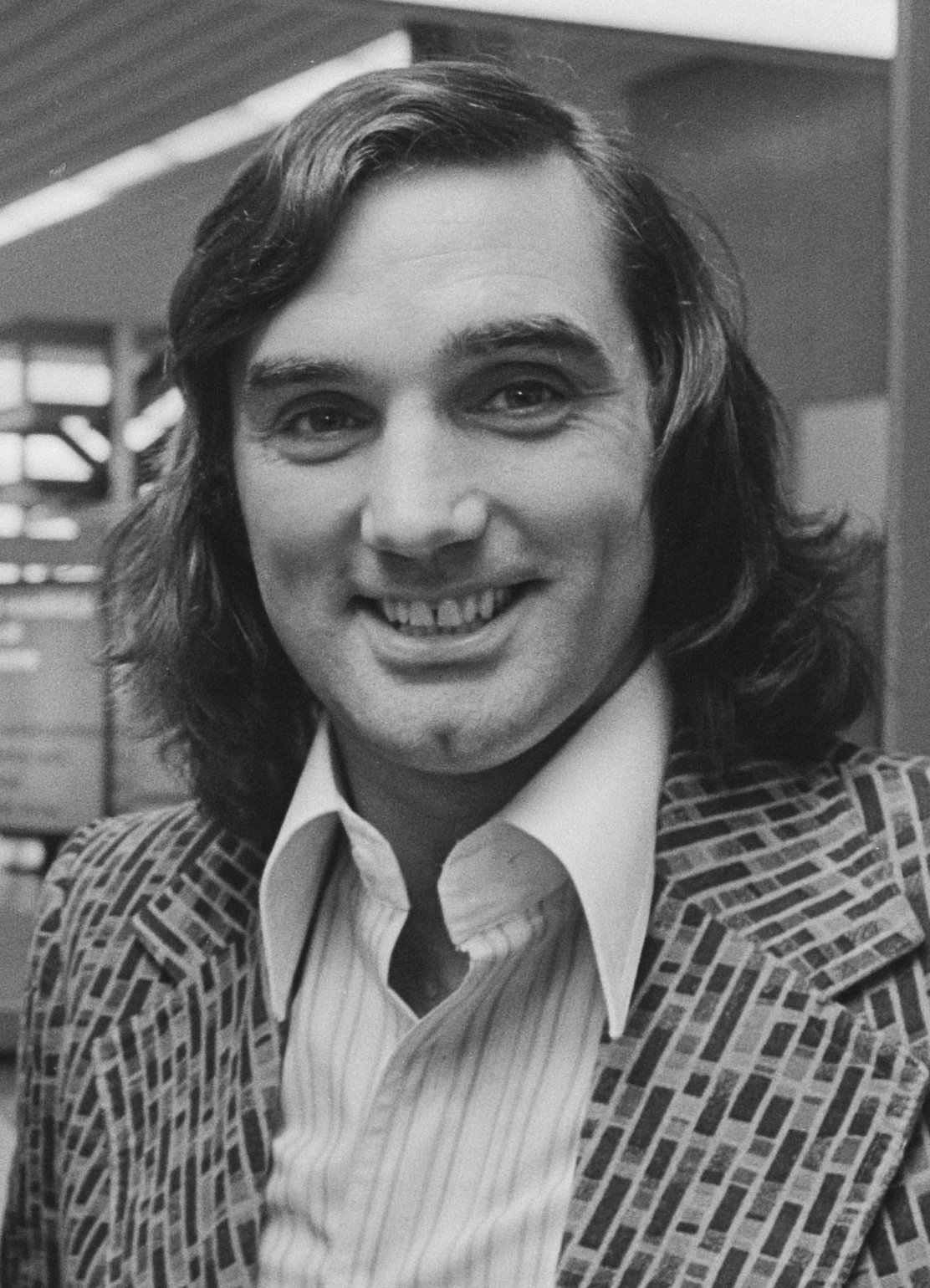
George Best est un joueur clé lors de son passage à San Jose

Les racines de la franchise remontent à 1974, lorsque la North American Soccer League (NASL) souhaite une franchise à San Jose, baptisée Earthquakes. Le nom Earthquakes est voté par les lecteurs du San Jose Mercury News.  Après la faillite de la NASL en 1984, ils continuent à jouer en Western Soccer League. En 1988, Bridgwater vend la franchise. Le nouveau propriétaire n'a alors pas les moyens et la franchise fait faillite. Quelques années plus tard, Van Voorhis reprend la franchise et la renomme Blackhawks. Les Blackhawks jouent en WSL pour la saison 1989. En 1991, Van Voorhis  embauche un ancien joueur de Earthquakes, Laurie Calloway, comme entraîneur. Calloway entraîne une équipe qui joue plus tard en MLS avec John Doyle, Troy Dayak, Paul Bravo et Eric Wynalda. À la suite d'une dispute entre John Doyle et Eric Wynalada, ce dernier quitte le club pour le 1. FC Sarrebruck. La franchise est dissoute en 1993.

### Fondation et premières années (1994-1999)
En 1994, Van Voorhis obtient les droits de créer une nouvelle franchise en Major League Soccer, ligue nouvellement créée. Peter Bridgwater est le nouveau président. Alors que Bridgewater acquiert les droits des anciens Earthquakes, il renomme la franchise San Jose Clash. Il fait de Laurie Calloway le nouvel entraîneur et ramène Eric Wynalda dans la baie.
Le Clash joue la première rencontre de son histoire de la MLS et l'emporte 1-0 contre le D.C. United. Eric Wynalda marque le but de la semaine. À l'issue de la saison, John Doyle est nommé meilleur défenseur de la ligue.
La saison 1997 est la pire du Clash qui connait un changement d'entraîneur au cours de la saison. Le 27 octobre 1999, la franchise est renommée en San José Earthquakes.

### Retour des Earthquakes (1999-2005)
Lors de la saison 2001, le club recrute le canadien Frank Yallop et obtient le prêt de Landon Donovan du Bayer 04 Leverkusen. Les Earthquakes réussissent le record de points gagnés en une saison de toute l'histoire de la MLS jusqu'alors (29 sur 45). Après des victoires en séries contre le Crew de Columbus et le Fusion de Miami, San José se qualifie pour la Coupe MLS. San Jose s'impose finalement 2-1 contre le Galaxy de Los Angeles après prolongations et fête son premier titre. 
En 2002 et 2003, les Earthquakes terminent seconds dans la course au MLS Supporters' Shield. En 2002, une élimination en demi-finale de conférence met fin à leur parcours en séries mais ils font leur retour en 2003 se hissant jusqu'à la Coupe MLS. En demi-finale de conférence, Los Angeles l'emporte 2-0 au match aller avant que les Earthquakes, pourtant menés 2-0 à la pause, s'imposent 5-2 à la fin de la rencontre. En finale des séries, San José s'impose 4-2 contre Fire de Chicago et ramène ainsi son deuxième titre dans la baie. 
L'entraîneur Yallop quitte l'équipe à la fin de la saison et devient le sélectionneur du Canada. L'ancien entraîneur-adjoint Dominic Kinnear le remplace alors. En 2004, des rumeurs évoquent un rachat du club par les investisseurs du club mexicain Club América. Le dirigeant Johnny Moore se retire et est remplacé par Alexi Lalas. Lorsque Lalas prend les commandes, il prévoit un déménagement à Houston. Néanmoins, sur le plan sportif, les Earthquakes remportent le Supporterss Shield mais sont éliminés rapidement en demi-finale de conférence.

### Pause et retour (2006-2011)

#### Déménagement à Houston
Le 15 décembre 2005, il est annoncé que la franchise déménage à Houston, au Texas. Les raisons mises en avant sont la difficulté à s'entendre pour la construction d'un stade entièrement destiné au soccer. L'historique, comme le nom, le logo et le palmarès, reste à San José, ne fermant ainsi pas la porte à un retour dans la ville. Le Dynamo de Houston est désigné comme franchise d'expansion à compter de la saison 2006.

#### Retour en MLS
Le 24 mai 2006, le soccer de la MLS est de retour à San José par l'intermédiaire d'un groupe d'investisseurs du nom de Earthquakes Soccer, LLC. Le 18 juillet 2007, le commissaire de la ligue, Don Garber, annonce que les Earthquakes vont rejoindre la MLS à partir de la saison 2008.
Lors de leur première saison de retour, les Earthquakes atteignent la septième place de la Conférence Ouest et ne se qualifient donc pas pour les séries éliminatoires. Il faut attendre l'automne 2010 pour les retrouver à ce niveau lorsqu'ils font face aux Red Bulls de New York en demi-finale de conférence. Au match aller, ils s'inclinent 1-0 mais l'emportent 3-1 à New York au match retour. En finale de conférence, San José est éliminé par les Rapids du Colorado. Chris Wondolowski, avec dix-huit buts, est le meilleur buteur de la saison et remporte le Soulier d'Or.

### Années récentes (2012-)
En 2011, les Earthquakes ne parviennent pas à atteindre les séries éliminatoires. Néanmoins, ils remportent le Supporters' Shield en 2012 après avoir fini au sommet du classement en saison régulière. Cette réussite les emmène en Ligue des champions de la CONCACAF 2013-2014 où ils performent en phase de groupes avant de s'incliner contre le Deportivo Toluca en quarts de finale. Après une saison 2013 très décevante, Frank Yallop est démis de ses fonctions après seulement trois victoires en quinze rencontres. Mark Watson prend alors la suite mais ne parvient pas à qualifier son équipe en séries en 2014. Par conséquent, l'entraîneur-phare du Dynamo de Houston, Dominic Kinnear, est recruté mais ne connaît pas plus de succès en 2015 ou 2016.

## Palmarès et résultats

### Palmarès
| Compétitions nationales | Compétitions internationales                                                                             | Trophées mineurs |
| - Coupe MLS (2) - Vainqueur : 2001 et 2003. - Supporters' Shield (2) - Vainqueur : 2005 et 2012. - Conférence Ouest de MLS (1) - Vainqueur : 2003. | - Ligue des champions de la CONCACAF - Quart-de-finaliste : 2002, 2004 et 2014. - Quatre participations. | - Classique de Californie (9) - Vainqueur : 1997, 2001, 2005, 2010, 2012, 2015, 2017, 2019 et 2020. - Carolina Challenge Cup (2) - Vainqueur : 2005 et 2008. - Heritage Cup (4) - Vainqueur : 2009, 2012, 2014 et 2015. - MLS Fair Play Award (2) - Vainqueur : 2001 et 2010. |

### Bilan par saison
| Saison    | Saison régulière | Saison régulière | Saison régulière | Saison régulière | Saison régulière | Saison régulière | Saison régulière | Position  | Position  | Coupe MLS                 | US Open Cup         | Ligue des champions CONCACAF | Affl. moy. saison régulière | Affl. moy. séries éliminat. |
| Saison    | M                | V                | N                | D                | BP               | BC               | Pts              | Conf.     | Ligue     | Coupe MLS                 | US Open Cup         | Ligue des champions CONCACAF | Affl. moy. saison régulière | Affl. moy. séries éliminat. |
| --------- | ---------------- | ---------------- | ---------------- | ---------------- | ---------------- | ---------------- | ---------------- | --------- | --------- | ------------------------- | ------------------- | ---------------------------- | --------------------------- | --------------------------- |
| 1996      | 32               | 15               | -                | 17               | 50               | 50               | 39               | 4e/5      | 6e/10     | Demi-finale de conférence | Non inscrit         | Non qualifié                 | 17 232                      | 17 209                      |
| 1997      | 32               | 12               | -                | 20               | 55               | 59               | 30               | 5e/5      | 10e/10    | Non qualifié              | Quart de finale     | Non qualifié                 | 13 597                      | N/Q                         |
| 1998      | 32               | 13               | -                | 19               | 48               | 60               | 33               | 5e/6      | 10e/12    | Non qualifié              | Quart de finale     | Non qualifié                 | 13 653                      | N/Q                         |
| 1999      | 32               | 19               | -                | 13               | 48               | 49               | 37               | 5e/6      | 7e/12     | Non qualifié              | Non inscrit         | Non inscrit                  | 14 959                      | N/Q                         |
| 2000      | 32               | 7                | 8                | 17               | 35               | 50               | 29               | 4e/4      | 12e/12    | Non qualifié              | Quart de finale     | Non qualifié                 | 12 460                      | N/Q                         |
| 2001      | 26               | 13               | 6                | 7                | 47               | 29               | 45               | 2e/4      | 5e/12     | Champion                  | Quart de finale     | Non tenue                    | 9 635                       | N/Q                         |
| 2002      | 28               | 14               | 3                | 11               | 45               | 35               | 45               | 2e/5      | 2e/10     | Demi-finale de conférence | Quart de finale     | Quart de finale              | 11 150                      | 8 069                       |
| 2003      | 28               | 14               | 9                | 7                | 45               | 35               | 51               | 1er/5     | 2e/10     | Champion                  | Quatrième tour      | Huitièmes de finale          | 10 465                      | 15 127                      |
| 2004      | 30               | 9                | 11               | 10               | 41               | 35               | 38               | 4e/5      | 7e/10     | Demi-finale de conférence | Demi-finale         | Quart de finale              | 13 001                      | 8 659                       |
| 2005      | 32               | 18               | 10               | 4                | 53               | 31               | 64               | 1er/6     | 1er/12    | Demi-finale de conférence | Quart de finale     | Non qualifié                 | 13 037                      | 17 824                      |
| 2006-2007 | En hiatus        | En hiatus        | En hiatus        | En hiatus        | En hiatus        | En hiatus        | En hiatus        | En hiatus | En hiatus | En hiatus                 | En hiatus           | En hiatus                    | En hiatus                   |                             |
| 2008      | 30               | 8                | 9                | 13               | 32               | 38               | 33               | 7e/7      | 14e/14    | Non qualifié              | Non qualifié        | Non qualifié                 | 13 713                      | N/Q                         |
| 2009      | 30               | 7                | 9                | 14               | 36               | 50               | 30               | 8e/8      | 14e/15    | Non qualifié              | Non qualifié        | Non qualifié                 | 14 114                      | N/Q                         |
| 2010      | 30               | 13               | 7                | 10               | 34               | 33               | 46               | 6e/8      | 8e/16     | Finale de conférence      | Non qualifié        | Non qualifié                 | 9 659                       | 10 525                      |
| 2011      | 34               | 8                | 14               | 12               | 40               | 45               | 38               | 7e/9      | 14e/18    | Non qualifié              | Non qualifié        | Non qualifié                 | 11 857                      | N/Q                         |
| 2012      | 34               | 19               | 9                | 6                | 72               | 43               | 66               | 1er/9     | 1er/19    | Demi-finale de conférence | Quart de finale     | Non qualifié                 | 13 293                      | 10 744                      |
| 2013      | 34               | 14               | 9                | 11               | 35               | 42               | 51               | 6e/9      | 10e/19    | Non qualifié              | Troisième tour      | Non qualifié                 | 12 765                      | N/Q                         |
| 2014      | 34               | 6                | 12               | 16               | 35               | 50               | 30               | 9e/9      | 18e/19    | Non qualifié              | Huitièmes de finale | Quart de finale              | 14 947                      | N/Q                         |
| 2015      | 34               | 13               | 8                | 13               | 41               | 39               | 47               | 7e/10     | 13e/20    | Non qualifié              | Huitièmes de finale | Non qualifié                 | 20 979                      | N/Q                         |
| 2016      | 34               | 8                | 14               | 12               | 32               | 40               | 38               | 9e/10     | 17e/20    | Non qualifié              | Quatrième tour      | Non qualifié                 | 19 930                      | N/Q                         |
| 2017      | 34               | 13               | 7                | 14               | 39               | 60               | 46               | 6e/11     | 12e/22    | Premier tour              | Demi-finale         | Non qualifié                 | 19 875                      | N/A                         |
| 2018      | 34               | 4                | 9                | 21               | 49               | 71               | 21               | 12e/12    | 23e/23    | Non qualifié              | Quatrième tour      | Non qualifié                 | 19 032                      | N/Q                         |
| 2019      | 34               | 13               | 5                | 16               | 51               | 52               | 44               | 8e/12     | 15e/24    | Non qualifié              | Huitièmes de finale | Non qualifié                 | 18 781                      | N/Q                         |
| 2020      | 23               | 8                | 6                | 9                | 35               | 51               | 30               | 8e/12     | 16e/26    | Premier tour              | Annulée             | Non qualifié                 | N/A                         | N/A                         |
| 2021      | 34               | 10               | 11               | 13               | 46               | 54               | 41               | 10e/13    | 21e/27    | Non qualifié              | Non tenue           | Non qualifié                 | 9 702                       | N/Q                         |
| 2022      | 34               | 8                | 11               | 15               | 52               | 69               | 35               | 14e/14    | 26e/28    | Non qualifié              | Huitièmes de finale | Non qualifié                 |                             | N/Q                         |

#### Meilleurs buteurs par saison
| Saison | Meilleurs buteurs | Meilleurs buteurs |
| Saison | Joueurs           | Buts              |
| ------ | ----------------- | ----------------- |
| 1996   | Paul Bravo        | 13                |
| 1997   | Ronald Cerritos   | 12                |
| 1998   | Ronald Cerritos   | 13                |
| 1999   | Ronald Cerritos   | 15                |
| 2000   | Abdul Conteh      | 10                |
| 2001   | Ronald Cerritos   | 13                |
| 2002   | Ariel Graziani    | 16                |
| 2003   | Landon Donovan    | 16                |
| 2004   | Brian Ching       | 13                |

| Saison | Meilleurs buteurs | Meilleurs buteurs |
| Saison | Joueurs           | Buts              |
| ------ | ----------------- | ----------------- |
| 2005   | Dwayne de Rosario | 9                 |
| 2008   | Darren Huckerby   | 6                 |
| 2009   | Ryan Johnson      | 11                |
| 2010   | Chris Wondolowski | 19                |
| 2011   | Chris Wondolowski | 16                |
| 2012   | Chris Wondolowski | 27                |
| 2013   | Chris Wondolowski | 13                |
| 2014   | Chris Wondolowski | 14                |

| Saison | Meilleurs buteurs | Meilleurs buteurs |
| Saison | Joueurs           | Buts              |
| ------ | ----------------- | ----------------- |
| 2015   | Chris Wondolowski | 18                |
| 2016   | Chris Wondolowski | 12                |
| 2017   | Chris Wondolowski | 15                |
| 2018   | Danny Hoesen      | 12                |
| 2019   | Chris Wondolowski | 15                |
| 2020   | Chris Wondolowski | 9                 |
| 2021   | Javier López      | 12                |
| 2022   | Jeremy Ebobisse   | 17                |

### Records
- Matchs joués :  Ramiro Corrales (286)
- Meilleur buteur :  Chris Wondolowski (94)
- Meilleur passeur :  Richard Mulrooney (52)
- Buts inviolés :  Pat Onstad (43)

## Identité du club

### Logos

San Jose Clash (1995-1999)
San Jose Earthquakes (2000-2007)
San Jose Earthquakes (2008-2013)
San Jose Earthquakes (2014-)

### Maillots
Domicile
| 2000-02 | 2003-04 | 2005 | 2008 | 2009 | 2010-11 | 2012-13 | 2014-16 |

### Commanditaires

#### Commanditaires des maillots
| Période     | Équipementier | Commanditaire du maillot |
| ----------- | ------------- | ------------------------ |
| 1996-1999   | Nike          | Honda                    |
| 2000-2002   | Nike          | Yahoo! Sports            |
| 2003-2004   | Nike          | Yahoo! en Español        |
| 2009-2011   | Adidas        | Amway Global             |
| Depuis 2016 | Adidas        | Sutter Health            |

 Il n'y a pas eu de commanditaire sur les maillots en 2005, 2008, 2012, 2013, 2014 et 2015.

#### Commanditaires du stade
- Avaya (2015-2019)[3].
- PayPal (depuis 2021)[4]

### Rivalités
Le grand rival de San José est l'autre club californien de MLS, le Los Angeles Galaxy. Les confrontations entre les deux équipes donnent lieu à un derby très demandé par leurs partisans respectifs et auquel on a donné le nom de Classique de Californie.

### Mascottes
- José Clash (1996-1999)
- Rikter the CyberDog (2000-2002)
- Q (2004-2005 puis depuis 2008)

## Joueurs et personnalités du club

### Directeurs généraux
Le tableau suivant présente la liste des directeurs généraux du club depuis 1995.
| Rang | Nom              | Période   |
| ---- | ---------------- | --------- |
| 1    | Peter Bridgwater | 1995-1998 |
| 2    | Lynne Meterparel | 1999-2000 |
| 3    | Tom Neale        | 2001      |
| 4    | Johnny Moore     | 2002-2003 |

| Rang | Nom                                      | Période   |
| ---- | ---------------------------------------- | --------- |
| 5    | Alexi Lalas                              | 2004-2005 |
| 6    | Kate McAllister & Ken Freccero (intérim) | 2005      |
| 7    | John Doyle                               | 2008-     |

### Entraîneurs
Le tableau suivant présente la liste des entraîneurs du club depuis 1996.
| Rang | Entraîneur               | Nationalité | Début             | Fin               | Matchs | Victoires | Nuls | Défaites | % victoires | Palmarès                     |
| ---- | ------------------------ | ----------- | ----------------- | ----------------- | ------ | --------- | ---- | -------- | ----------- | ---------------------------- |
| 1    | Laurie Calloway          | Angleterre  | 7 décembre 1995   | 23 juin 1997      | 50     | 16        | 15   | 19       | 32%         |                              |
| 2    | Brian Quinn              | Irlande     | 25 juin 1997      | 12 septembre 1999 | 80     | 23        | 24   | 33       | 28.75%      |                              |
| 3    | Jorge Espinoza (intérim) | Chili       | 12 septembre 1999 | 23 septembre 1999 | 2      | 2         | 0    | 0        | 100%        |                              |
| 4    | Lothar Osiander          | Allemagne   | 23 septembre 1999 | 13 janvier 2001   | 38     | 11        | 9    | 18       | 28.95%      |                              |
| 5    | Frank Yallop             | Canada      | 3 février 2001    | 16 décembre 2003  | 108    | 55        | 20   | 33       | 50.93%      | 2x Coupe MLS (2001, 2003)    |
| 6    | Dominic Kinnear          | États-Unis  | 7 janvier 2004    | 15 décembre 2005  | 73     | 31        | 23   | 19       | 42.47%      | 1x Supporters' Shield (2005) |
| 7    | Frank Yallop             | Canada      | 5 novembre 2007   | 7 juin 2013       | 187    | 63        | 56   | 68       | 33.69%      | 1x Supporters' Shield (2012) |
| 8    | Mark Watson              | Canada      | 7 juin 2013       | 15 octobre 2014   | 59     | 20        | 17   | 22       | 33.9%       |                              |
| 9    | Ian Russell (intérim)    | États-Unis  | 15 octobre 2014   | 27 octobre 2014   | 2      | 0         | 1    | 1        | 0%          |                              |
| 10   | Dominic Kinnear          | États-Unis  | 27 octobre 2014   | 25 juin 2017      | 89     | 28        | 28   | 33       | 31.46%      |                              |
| 11   | Chris Leitch             | États-Unis  | 25 juin 2017      | 24 novembre 2017  | 21     | 9         | 3    | 9        | 42.86%      |                              |
| 12   | Mikael Stahre            | Suède       | 24 novembre 2017  | 17 septembre 2018 | 29     | 4         | 8    | 17       | 13.79%      |                              |
| 13   | Steve Ralston (intérim)  | États-Unis  | 17 septembre 2018 | 29 octobre 2018   | 6      | 0         | 1    | 5        | 0%          |                              |
| 14   | Matías Almeyda           | Argentine   | 29 octobre 2018   | 18 avril 2022     | 103    | 33        | 26   | 44       | 32.04%      |                              |
| 15   | Alex Covelo (intérim)    | Espagne     | 18 avril 2022     | 31 décembre 2022  | 30     | 9         | 9    | 12       | 30%         |                              |
| 16   | Luchi Gonzalez           | États-Unis  | 1er janvier 2023  | 24 juin 2024      | 0      | 0         | 0    | 0        | %           |                              |

### Effectif professionnel actuel

#### Joueurs prêtés
Le tableau suivant liste les joueurs en prêt pour la saison 2023.
| Joueurs prêtés                                                                     |    |      |     |                   |           |              |  |
| \| N° \| P. \| Nat. \| Nom \| Date de naissance \| Sélection \| Club en prêt \| \| |    |      |     |                   |           |              |  |
| N°                                                                                 | P. | Nat. | Nom | Date de naissance | Sélection | Club en prêt |  |

| N° | P. | Nat. | Nom | Date de naissance | Sélection | Club en prêt |  |

### Temple de la renommée
- John Doyle (en 2005)
- Ronald Cerritos (en 2010)
- Troy Dayak (en 2011)
- Paul Child (en 2012)
- Momčilo Gavrić (en 2013)
- Johnny Moore (en 2014)

## Infrastructures et aspects économiques

### Stades

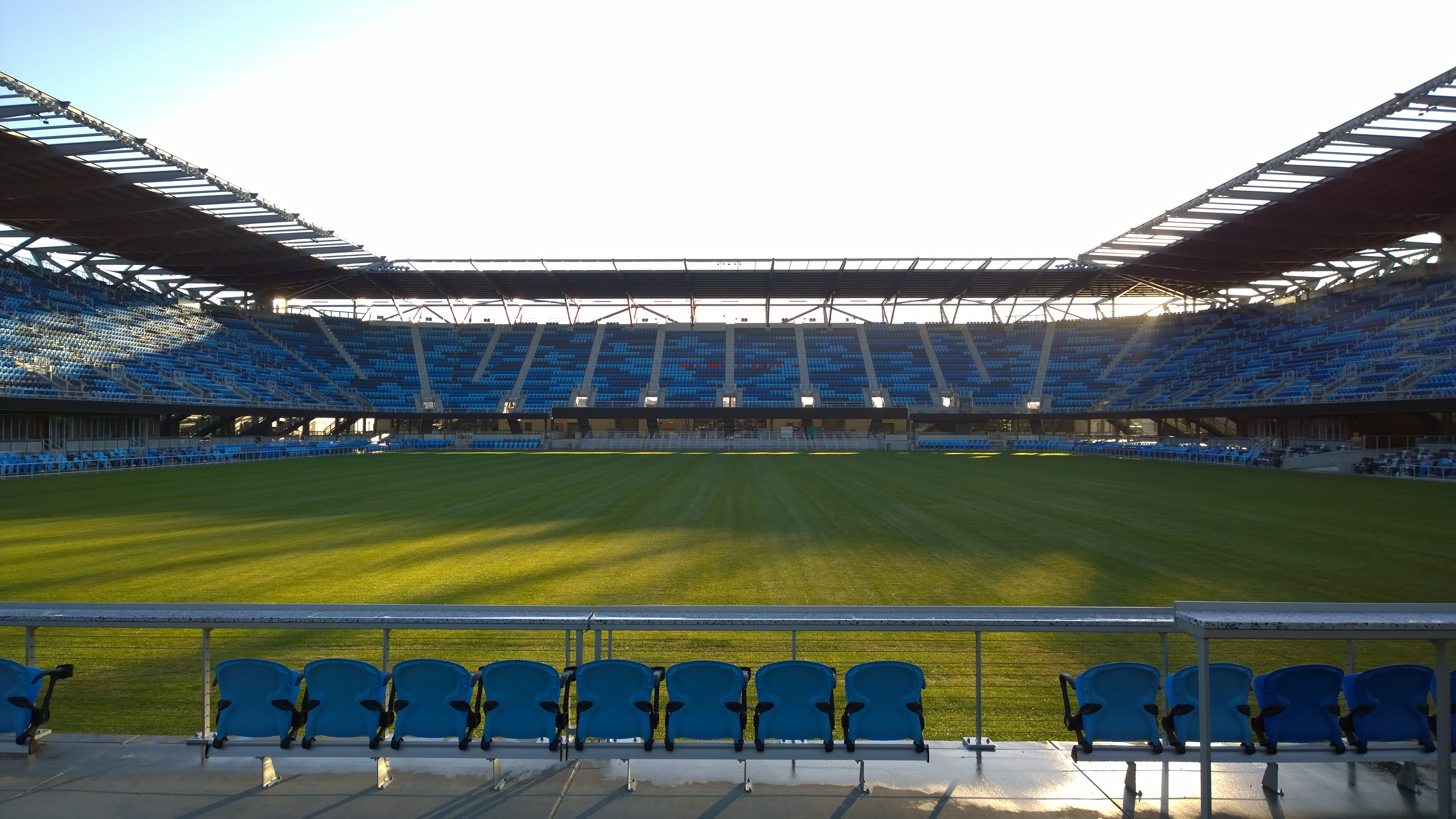
Le PayPal Park est le stade des Earthquakes de San José depuis 2015.

Les principaux stades ayant accueilli les rencontres des Earthquakes sont :
- Spartan Stadium (1996-2005)
- Buck Shaw Stadium (2008-2014)
- PayPal Park (2015-)

D'autre enceintes ont également servi de façon ponctuelle pour les rencontres du club :
- Levi's Stadium (depuis 2014 : un match par saison).
- McAfee Coliseum/O.co Coliseum (2008-2009 : pour les matchs les plus importants)
- Stanford Stadium (depuis 2011 : un match par saison vers le 4 juillet)
- Negoesco Stadium (un match le 24 juillet 2001)
- Cagan Stadium (2011-2012)
- Kezar Stadium (2012, 2014)

### Propriétaires
Le tableau suivant présente la liste des propriétaires du club depuis 1996.
| Rang | Nom                                                                  | Période   |
| ---- | -------------------------------------------------------------------- | --------- |
| 1    | Major League Soccer                                                  | 1996-1998 |
| 2    | Kraft Sports Group                                                   | 1999-2000 |
| 3    | Silicon Valley Sports & Entertainment                                | 2001      |
| 4    | Silicon Valley Sports & Entertainment & Anschutz Entertainment Group | 2002      |
| 5    | Anschutz Entertainment Group                                         | 2003-2005 |
| 6    | Franchise inactive                                                   | 2006-2007 |
| 7    | Earthquakes Soccer, LLC                                              | 2007-     |